# Чемпіонат світу з футболу 1994 (кваліфікаційний раунд, КОНМЕБОЛ)
У рамках відбіркового турніру до чемпіонату світу з футболу 1994 команди конфедерації КОНМЕБОЛ змагалися за три прямі путівки до фінальної частини чемпіонату світу з футболу 1994, а також за одне місце у міжконтинентальному плей-оф.
Участь у відбірковому турнірі взяли збірні 9 з 10 країн КОНМЕБОЛ, адже ФІФА відсторонила збірну Чилі від змагання через інцидент під час гри попереднього відбору на світову першість, коли чилійці намагалися у шахрайський спосіб добитися присудження технічної поразки суперникам.
Дев'ять команд-учасниць відбору були поділені на дві групи:
- Група A мала 4 учасники. До фінальної частини світової першості виходила команда, що посіли перше місце, команда ж, що фінішувала другою, ставала учасником міжконтинентального плей-оф.
- Група B мала 5 учасників. До фінальної частини світової першості виходили команди, що посіли перше і друге місця.

Змагання у кожній із груп проходили за круговою системою, за якої кожна із пар суперників по групі проводила миж собою по дві гри, одній удома та одній у гостях.

## Кошики для жеребкування (КОНМЕБОЛ)
| Кошик 1              | Кошик 2            | Кошик 3            | Кошик 4        | Кошик 5   |
| -------------------- | ------------------ | ------------------ | -------------- | --------- |
| Аргентина · Бразилія | Колумбія · Уругвай | Еквадор · Парагвай | Болівія · Перу | Венесуела |

## Група A
| Поз | Команда   | І | В | Н | П | ГЗ | ГП | РГ  | О  | Кваліфікація                         |     | COL | ARG | PAR | PER |
| --- | --------- | - | - | - | - | -- | -- | --- | -- | ------------------------------------ | --- | --- | --- | --- | --- |
| 1   | Колумбія  | 6 | 4 | 2 | 0 | 13 | 2  | +11 | 10 | Вихід на ЧС-1994                     |     | —   | 2–1 | 0–0 | 4–0 |
| 2   | Аргентина | 6 | 3 | 1 | 2 | 7  | 9  | −2  | 7  | Вихід до міжконтинентального плей-оф |     | 0–5 | —   | 0–0 | 2–1 |
| 3   | Парагвай  | 6 | 1 | 4 | 1 | 6  | 7  | −1  | 6  |                                      |     | 1–1 | 1–3 | —   | 2–1 |
| 4   | Перу      | 6 | 0 | 1 | 5 | 4  | 12 | −8  | 1  |                                      | 0–1 | 0–1 | 2–2 | —   |     |

Колумбія вийшла на чемпіонат світу напряму.  Аргентина вийшла до міжконтинентального плей-оф.
| 1 серпня 1993 |

| Колумбія | 0–0      | Парагвай |
| -------- | -------- | -------- |
|          | Протокол |          |

| Стадіон імені Роберто Мелендеса, Барранкілья Глядачів: 70,000 Арбітр: Ренато Марсілья (Бразилія) |

| 1 серпня 1993 |

| Перу | 0–1      | Аргентина     |
| ---- | -------- | ------------- |
|      | Протокол | Батістута 29' |

| Національний стадіон, Ліма Глядачів: 27,000 Арбітр: Енріке Марін (Чилі) |

| 8 серпня 1993 |

| Парагвай   | 1–3      | Аргентина                          |
| ---------- | -------- | ---------------------------------- |
| Струве 45' | Протокол | Медіна Бельйо 15', 78' Редондо 65' |

| Дефенсорес дель Чако, Асунсьйон Глядачів: 46,500 Арбітр: Ернесто Філіппі (Уругвай) |

| 8 серпня 1993 |

| Перу | 0–1      | Колумбія   |
| ---- | -------- | ---------- |
|      | Протокол | Рінкон 45' |

| Національний стадіон, Ліма Глядачів: 25,000 Арбітр: Альфредо Родас (Еквадор) |

| 15 серпня 1993 |

| Парагвай                        | 2–1      | Перу                  |
| ------------------------------- | -------- | --------------------- |
| Мендоса 14' Чилаверт 28' (пен.) | Протокол | Дель Солар 45' (пен.) |

| Дефенсорес дель Чако, Асунсьйон Глядачів: 30,500 Арбітр: Франсіско д'Абреу (Венесуела) |

| 15 серпня 1993 |

| Колумбія                   | 2–1      | Аргентина         |
| -------------------------- | -------- | ----------------- |
| Валенсьяно 2' Валенсія 52' | Протокол | Медіна Бельйо 87' |

| Стадіон імені Роберто Мелендеса, Барранкілья Глядачів: 70,000 Арбітр: Хосе Апаресідо Олівейра (Бразилія) |

| 22 серпня 1993 |

| Аргентина                       | 2–1      | Перу         |
| ------------------------------- | -------- | ------------ |
| Батістута 32' Медіна Бельйо 37' | Протокол | Паласіос 66' |

| Монументаль, Буенос-Айрес Глядачів: 70,000 Арбітр: Хорхе Ньєвес (Уругвай) |

| 22 серпня 1993 |

| Парагвай     | 1–1      | Колумбія   |
| ------------ | -------- | ---------- |
| Ріварола 54' | Протокол | Рінкон 22' |

| Дефенсорес дель Чако, Асунсьйон Глядачів: 30,000 Арбітр: Марсіо Резенде де Фрейтас (Бразилія) |

| 29 серпня 1993 |

| Аргентина | 0–0      | Парагвай |
| --------- | -------- | -------- |
|           | Протокол |          |

| Монументаль, Буенос-Айрес Глядачів: 47,000 Арбітр: Хорхе Орельяна (Еквадор) |

| 29 серпня 1993 |

| Колумбія                                        | 4–0      | Перу |
| ----------------------------------------------- | -------- | ---- |
| Валенсьяно 30' Рінкон 45' Мендоса 66' Перес 76' | Протокол |      |

| Стадіон імені Роберто Мелендеса, Барранкілья Глядачів: 70,000 Арбітр: Пабло Пенья (Болівія) |

| 5 вересня 1993 |

| Перу                   | 2–2      | Парагвай         |
| ---------------------- | -------- | ---------------- |
| Мучотріго 22' Сото 77' | Протокол | Мендоса 61', 81' |

| Національний стадіон, Ліма Глядачів: 40,000 Арбітр: Хосе Луїс да Роса (Уругвай) |

| 5 вересня 1993 |

| Аргентина | 0–5      | Колумбія                                       |
| --------- | -------- | ---------------------------------------------- |
|           | Протокол | Рінкон 41', 74' Аспрілья 50', 75' Валенсія 85' |

| Монументаль, Буенос-Айрес Глядачів: 53,000 Арбітр: Ернесто Філіппі (Уругвай) |

## Група B
| Поз | Команда   | І | В | Н | П | ГЗ | ГП | РГ  | О  | Кваліфікація     |     | BRA | BOL | URU | ECU | VEN |
| --- | --------- | - | - | - | - | -- | -- | --- | -- | ---------------- | --- | --- | --- | --- | --- | --- |
| 1   | Бразилія  | 8 | 5 | 2 | 1 | 20 | 4  | +16 | 12 | Вихід на ЧС-1994 |     | —   | 6–0 | 2–0 | 2–0 | 4–0 |
| 2   | Болівія   | 8 | 5 | 1 | 2 | 22 | 11 | +11 | 11 | Вихід на ЧС-1994 |     | 2–0 | —   | 3–1 | 1–0 | 7–0 |
| 3   | Уругвай   | 8 | 4 | 2 | 2 | 10 | 7  | +3  | 10 |                  |     | 1–1 | 2–1 | —   | 0–0 | 4–0 |
| 4   | Еквадор   | 8 | 1 | 3 | 4 | 7  | 7  | 0   | 5  |                  | 0–0 | 1–1 | 0–1 | —   | 5–0 |     |
| 5   | Венесуела | 8 | 1 | 0 | 7 | 4  | 34 | −30 | 2  |                  | 1–5 | 1–7 | 0–1 | 2–1 | —   |     |

Бразилія і Болівія кваліфікувалися напряму.
| 18 липня 1993 |

| Еквадор | 0–0      | Бразилія |
| ------- | -------- | -------- |
|         | Протокол |          |

| Монументаль Ісідро Ромеро Карбо, Гуаякіль Глядачів: 80,000 Арбітр: Хуан Карлос Лоустау (Аргентина) |

| 18 липня 1993 |

| Венесуела    | 1–7      | Болівія                                                    |
| ------------ | -------- | ---------------------------------------------------------- |
| Паленсія 14' | Протокол | Санчес 25', 64', 70' Рамальйо 37', 61', 68' Крістальдо 39' |

| Качамай, Сьюдад-Гуаяна Глядачів: 12,000 Арбітр: Берні Ульоа Морера (Коста-Рика) |

| 25 липня 1993 |

| Болівія                 | 2–0      | Бразилія |
| ----------------------- | -------- | -------- |
| Етчеверрі 88' Пенья 89' | Протокол |          |

| Стадіон імені Ернандо Сілеса, Ла-Пас Глядачів: 42,611 Арбітр: Хуан Франсіско Ескобар (Парагвай) |

| 25 липня 1993 |

| Венесуела | 0–1      | Уругвай    |
| --------- | -------- | ---------- |
|           | Протокол | Еррера 59' |

| Естадіо Пуебло Нуево, Сан-Кристобаль Глядачів: 12,000 Арбітр: Хосе Торрес Кадена (Колумбія) |

| 1 серпня 1993 |

| Венесуела  | 1–5      | Бразилія                                              |
| ---------- | -------- | ----------------------------------------------------- |
| Гарсія 84' | Протокол | Раї 34' (пен.) Бебето 70', 79' Бранко 71' Палінья 88' |

| Естадіо Пуебло Нуево, Сан-Кристобаль Глядачів: 15,000 Арбітр: Армандо Перес Ойос (Колумбія) |

| 1 серпня 1993 |

| Уругвай | 0–0      | Еквадор |
| ------- | -------- | ------- |
|         | Протокол |         |

| Естадіо Сентенаріо, Монтевідео Глядачів: 45,000 Арбітр: Альберто Техада Нор'єга (Перу) |

| 8 серпня 1993 |

| Еквадор                                      | 5–0      | Венесуела |
| -------------------------------------------- | -------- | --------- |
| Муньйос 23' Е. Уртадо 40', 50', 76' Чала 60' | Протокол |           |

| Олімпійський стадіон, Кіто Глядачів: 15,000 Арбітр: Франсіско Ламоліна (Аргентина) |

| 8 серпня 1993 |

| Болівія                              | 3–1      | Уругвай         |
| ------------------------------------ | -------- | --------------- |
| Санчес 71' Етчеверрі 81' Мельґар 86' | Протокол | Франческолі 90' |

| Стадіон імені Ернандо Сілеса, Ла-Пас Глядачів: 44,576 Арбітр: Іван Герреро (Чилі) |

| 15 серпня 1993 |

| Болівія      | 1–0      | Еквадор |
| ------------ | -------- | ------- |
| Рамальйо 18' | Протокол |         |

| Стадіон імені Ернандо Сілеса, Ла-Пас Глядачів: 47,500 Арбітр: Ернан Сілва (Чилі) |

| 15 серпня 1993 |

| Уругвай     | 1–1      | Бразилія |
| ----------- | -------- | -------- |
| Фонсека 79' | Протокол | Раї 28'  |

| Естадіо Сентенаріо, Монтевідео Глядачів: 55,000 Арбітр: Хуан Антоніо Бава (Аргентина) |

| 22 серпня 1993 |

| Болівія                                                              | 7–0      | Венесуела |
| -------------------------------------------------------------------- | -------- | --------- |
| Рамальйо 8' Мельґар 58', 90' Санчес 69' Санді 75' Етчеверрі 78', 82' | Протокол |           |

| Стадіон імені Ернандо Сілеса, Ла-Пас Глядачів: 40,000 Арбітр: Сабіно Фаріно (Парагвай) |

| 22 серпня 1993 |

| Бразилія             | 2–0      | Еквадор |
| -------------------- | -------- | ------- |
| Бебето 34' Дунга 54' | Протокол |         |

| Стадіон Сісеру Помпеу ді Толеду, Сан-Паулу Глядачів: 78,000 Арбітр: Хосе Торрес Кадена (Колумбія) |

| 29 серпня 1993 |

| Уругвай                              | 4–0      | Венесуела |
| ------------------------------------ | -------- | --------- |
| Канапкіс 7', 31' Седрес 41' Соса 64' | Протокол |           |

| Естадіо Сентенаріо, Монтевідео Глядачів: 20,000 Арбітр: Хуан Франсіско Ескобар (Парагвай) |

| 29 серпня 1993 |

| Бразилія                                                        | 6–0      | Болівія |
| --------------------------------------------------------------- | -------- | ------- |
| Раї 12' Мюллер 18' Бебето 22', 60' Бранко 36' Рікардо Гомес 44' | Протокол |         |

| Стадіон Жозе ду Регу Масіел, Ресіфі Глядачів: 72,000 Арбітр: Оскар Веласкес (Парагвай) |

| 5 вересня 1993 |

| Бразилія                                    | 4–0      | Венесуела |
| ------------------------------------------- | -------- | --------- |
| Рікардо Гомес 2', 89' Палінья 29' Еваїр 31' | Протокол |           |

| Мінейран, Белу-Оризонті Глядачів: 64,000 Арбітр: Франсіско Ламоліна (Аргентина) |

| 5 вересня 1993 |

| Еквадор | 0–1      | Уругвай  |
| ------- | -------- | -------- |
|         | Протокол | Соса 10' |

| Монументаль Ісідро Ромеро Карбо, Гуаякіль Глядачів: 55,000 Арбітр: Енріке Марін (Чилі) |

| 12 вересня 1993 |

| Уругвай                             | 2–1      | Болівія      |
| ----------------------------------- | -------- | ------------ |
| Франческолі 3' (пен.) Фонсека 45+6' | Протокол | Рамальйо 23' |

| Естадіо Сентенаріо, Монтевідео Глядачів: 58,000 Арбітр: Армандо Перес Ойос (Колумбія) |

| 12 вересня 1993 |

| Венесуела             | 2–1      | Еквадор       |
| --------------------- | -------- | ------------- |
| Гарсія 1' Моралес 51' | Протокол | Б. Теноріо 5' |

| Качамай (стадіон), Сьюдад-Гуаяна Глядачів: 3,000 Арбітр: Фернандо Чаппель (Перу) |

| 19 вересня 1993 |

| Еквадор     | 1–1      | Болівія     |
| ----------- | -------- | ----------- |
| Noriega 72' | Протокол | Ramallo 45' |

| Монументаль Ісідро Ромеро Карбо, Гуаякіль Глядачів: 10,000 Арбітр: Джон Торо Рендон (Колумбія) |

| 19 вересня 1993 |

| Бразилія         | 2–0      | Уругвай |
| ---------------- | -------- | ------- |
| Ромаріу 72', 82' | Протокол |         |

| Маракана, Ріо-де-Жанейро Глядачів: 101,533 Арбітр: Альберто Техада Нор'єга (Перу) |

## Міжконтенетальний плей-оф
За регламентом кваліфікації команда, що посіла друге місце у Групі A південноамериканського відбору, ставала учасником плей-оф, у рамках якого боролася з переможцем попереднього раунду плей-оф КОНКАКАФ — ОФК. Суперником Аргентини у цьому плей-оф став представник ОФК, команда Австралії.
| 31 жовтня 1993 17:30 UTC+11 Перша гра |

| Австралія  | 1–1 | Аргентина  |
| ---------- | --- | ---------- |
| Відмар 42' |     | 37' Бальбо |

| Футбольний стадіон Глядачів: 43,697 Арбітр: Шандор Пуль (Угорщина) |

| 17 листопада 1993 21:15 UTC−3 Друга гра |

| Аргентина      | 1–0      | Австралія |
| -------------- | -------- | --------- |
| Тобін 59' (аг) | Протокол |           |

| Монументаль Глядачів: 67,000 Арбітр: Петер Міккельсен (Данія) |

Аргентина вийшла переможцем плей-оф і стала четвертим представником КОНМЕБОЛ у фінальній частині футбольної першості світу.

## Учасники
До фінальної частини чемпіонату світу кваліфікувалися чотири представники конфедерації КОНМЕБОЛ.
| Команда   | Спосіб кваліфікації               | Дата кваліфікації | Попередні участі на чемпіонатах світу                                                         |
| --------- | --------------------------------- | ----------------- | --------------------------------------------------------------------------------------------- |
| Колумбія  | Переможці Групи A                 | 5 вересня 1993    | 2 (1962, 1990)                                                                                |
| Бразилія  | Переможці Групи B                 | 19 вересня 1993   | 14 (all) (1930, 1934, 1938, 1950, 1954, 1958, 1962, 1966, 1970, 1974, 1978, 1982, 1986, 1990) |
| Болівія   | Друге місце Групи B               | 19 вересня 1993   | 2 (1930, 1950)                                                                                |
| Аргентина | Переможець плей-оф КОНМЕБОЛ — ОФК | 17 листопада 1993 | 10 (1930, 1934, 1958, 1962, 1966, 1974, 1978, 1982, 1986, 1990)                               |

Жирним позначені роки здобуття чемпіонського титулу. Курсивом — роки, коли команда була господарем турніру.

## Бомбардири
7 голів
- Луїс Рамальйо

5 голів
- Ервін Санчес
- Бебето
- Фредді Рінкон

4 голи
- Рамон Медіна Бельйо
- Марко Етчеверрі

3 голи
- Хосе Мільтон Мельґар
- Рікардо Гомес
- Раї
- Едуардо Уртадо
- Альфредо Мендоса

2 голи
- Габрієль Батістута
- Бранко
- Палінья
- Ромаріу
- Фаустіно Аспрілья
- Адольфо Валенсія
- Іван Валенсьяно
- Даніель Фонсека
- Енцо Франческолі
- Фернандо Канапкіс
- Рубен Соса
- Хуан Енріке Гарсія Рівас

1 гол
- Абель Бальбо
- Фернандо Редондо
- Альваро Пенья
- Луїс Крістальдо
- Марко Санді
- Дунга
- Еваїр
- Мюллер
- Алексіс Мендоса
- Вілсон Перес
- Клебер Чала
- Карлос Муньйос
- Рауль Нор'єга
- Байрон Теноріо
- Хосе Луїс Чилаверт
- Каталіно Ріварола
- Естаніслао Струве
- Даріо Мучотріго
- Роберто Паласіос
- Хосе дель Солар
- Хорхе Сото
- Габріель Седрес
- Хосе Оскар Еррера
- Луїс Моралес
- Освальдо Паленсія